# Capital semente
Capital semente é um modelo de financiamento dirigido a projetos empresariais em estágio inicial ou estágio zero, em fase de projeto e desenvolvimento, antes da instalação do negócio, onde um ou mais grupos interessados investem os fundos necessários para o início do negócio, de maneira que ele tenha fundos suficientes para se sustentar até atingir um estado onde consiga se manter financeiramente sozinho ou receba novos aportes financeiros.

## O que é
O capital semente apoia os chamados startups, empreendimentos promissores em fase de implementação e organização de operações, muitos deles concebidos no seio das incubadoras de empresas. Neste estágio inicial, os aportes financeiros ajudam, entre outras funções, na capacitação gerencial e financeira do negócio.

## Como funciona
O capital semente é geralmente usado para bancar operações iniciais, como desenvolvimento de produto e pesquisa de mercado. Os investidores são geralmente os próprios fundadores do negócio, utilizando recursos próprios ou capital emprestado de família e amigos. Podem também ser investidores anjo, investidores de risco ou fundos de investimento. Geralmente o capital semente não é uma grande quantia de dinheiro.
O investimento semente pode se diferenciar do investimento de risco na forma que o investimento de risco geralmente envolve uma quantia significantemente maior de dinheiro, além de ter uma complexidade muito maior nos contratos e estrutura corporativa que acompanham o investimento. Os riscos que envolvem o investimento semente são maiores em relação ao investimento de risco normal, já que o negócio que recebe o capital está em estágio inicial, e provavelmente não tem ainda um produto ou projeto finalizado para ser avaliado.

## Situação no Brasil
Em 2008, o patrimônio total comprometido pela indústria de seed capital no Brasil era de, aproximadamente, R$ 140 milhões. É um número pequeno se compararmos aos números relativos ao mesmo setor no EUS - US$ 2,8 bilhões só no primeiro trimestre de 2008.
Como a indústria de capital de risco no Brasil ainda está em desenvolvimento, geralmente os investidores semente exigem uma contrapartida maior em comparação à exigida nos EUA, e o capital investido é menor.
A aceleradora de empresas Aceleradora, por exemplo, ofereceu em 2011 um investimento de até R$ 50 mil em troca de 5% a 15% da startup, sendo que essa participação na empresa seria decidida caso a caso, junto com o empreendedor, de acordo com o estágio da empresa e com o volume de capital e esforço investidos.
Em abril de 2012, o BNDES anunciou na abertura do Congresso da Associação Brasileira de Venture Capital e Private Equity (ABVCAP) 2012, maior evento da área na América Latina, que vai investir R$ 1 bilhão até 2014 no desenvolvimento de empresas por meio de fundos de Venture Capital (investimento em empresas já estabelecidas, mas de pequeno e médio portes, com potencial de crescimento) e Private Equity (as empresas que recebem os aportes já estão consolidadas e possuem faturamento na casa das dezenas ou centenas de milhões de reais). O anúncio foi feito pelo presidente do BNDES, Luciano Coutinho, que realizou a palestra de abertura do Congresso. 
O investimento de R$ 1 bilhão será feito por meio de todos os fundos do BNDES voltados ao setor de Private Equity, Venture Capital e capital semente. Ainda em 2012 o BNDES vai lançar dois fundos de Venture Capital em Tecnologia da Informação, um fundo multissetorial e dois fundos de Private Equity. Também serão lançados os fundos Criatec II e Criatec III, dirigidos a empresas emergentes com foco em inovação.